# Giulio Cabianca
Giulio Cabianca (Verona, Italija, 19. veljače 1923. – Modena, Italija, 15. lipnja 1961.) je bivši talijanski vozač automobilističkih utrka.

## Karijera
Cabianca je trkaću karijeru započeo na utrci Mille Miglia 1948. Sljedeće godine s momčadi O.S.C.A. pobijedio je na nacionalnim utrkama u Ferrari i Tiguilli, a često je nastupao i na utrkama Formule 2. Na utrci Mille Miglia 1952. osvojio je 14. mjesto, ali je u svojoj kategoriji (Sport 1100) bio najbolji. Na utrci 24 sata Le Mansa debitirao je 1955. i osvojio 11. mjesto. Iste godine osvaja 7. mjesto na utrci Targa Florio, ali pobjeđuje u svojoj (Sports 1500cc) klasi. Od 1956. do 1958. pobjeđuje na šest utrka, te je još jednom najbolji u svojoj klasi na utrci Mille Miglia.
U Formuli 1 debitirao je 1958. za momčad O.S.C.A. na Velikoj nagradi Monaka no nije se uspio kvalificirati. Iste sezone nastupa za privatnu momčad Joakima Bonniera na Velikoj nagradi Italije no ne uspijeva završiti utrku. Iduće sezone u Maseratiju 250F nastupa u Monzi, a utrku završava na 15. mjestu. Jedine bodove osvaja na Monzi 1960. vozeći Cooperov T51 bolid pogonjen Ferrarijevim motorom. Na utrci, koju su britanske momčadi BRM, Lotus i Cooper bojkotirale iz razloga što su smatrali da je ovalna staza na kojoj se utrka vozila preopasna za njihove bolide s motorom smještenim iza vozača, Cabianca je osvojio 4. mjesto.
Dana 15. lipnja 1961., Cabianca je testirao Cooperov bolid na trkaćoj stazi u Modeni. Na stazi Aeroautodromo di Modena toga se dana održavala škola utrkivanja. Zajedno sa studentima Cabianca je sjeo u svoj bolid i počeo testiranje. Vozio je smanjenom brzinom, a kad su studenti otišli, Giulio je povećao brzinu. U devetom krugu testiranja Cabianca je doživio nesreću. Iako nikada nije službeno potvrđeno, najvjerojatnije se dogodio kvar na mjenjaču. Bolid je ostao zaglavljen u četvrtoj brzini, kako su poslije nesreće utvrdili istražitelji, te Cabianca nije uspio smanjiti brzinu prilikom ulaska u jedan od zavoja na stazi. Da bi izbjegao udarac u zid, Cabianca je u punoj brzini izašao kroz vrata na stazi, ravno na cestu Via Aemilia. Vrata staze su bila otvorena iz razloga što su kamioni prevozili materijal za izgradnju novog gledališta na stazi.
Cabianca je prvo udario prolaznika Enrica Morea koji je gledao testiranje. Enrico je unatoč teškim ozljedama preživio. Nakon toga, udara biciklista, motorista i minivan na cesti, te još tri parkirana automobila. Motorist Eugenio Stefani i vozač minivana Gino Arboresi su preminuli od udarca, a
biciklist Ivo Messori od materijala koje je prevozio minivan i koji su pali s vozila i usmrtili nesretnog biciklista. Sam Cabianca je nakon svega udario u zid jedne radionice, te preminuo nekoliko sati kasnije u bolnici St. Agostino nedaleko od staze. Imao je 38 godina, a nesreću je doživio na istoj stazi na kojoj je prije četiri godine, također na testiranju, poginuo njegov najbolji prijatelj Eugenio Castellotti.

## Rezultati u Formuli 1
| Sezona | Momčad                        | Šasija                      | Motor                                   | Utrke | Pobjede | Podiji | Bodovi | Plasman |
| ------ | ----------------------------- | --------------------------- | --------------------------------------- | ----- | ------- | ------ | ------ | ------- |
| 1958.  | O.S.C.A. Automobil Jo Bonnier | O.S.C.A. (F2) Maserati 250F | O.S.C.A. Straight-4 Maserati Straight-6 | 2 (1) | 0       | 0      | 0      | —       |
| 1959.  | Ottorino Volonterio           | Maserati 250F               | Maserati Straight-6                     | 1     | 0       | 0      | 0      | —       |
| 1960.  | Scuderia Castellotti          | Cooper T51                  | Ferrari Straight-4                      | 1     | 0       | 0      | 3      | 22.     |

## Pobjede
| 1949. - Ferrara - Circuito di Tigullio 1951. - Giro delle Calabria - Circuito di Senigallia (S1.1) 1952. - Giro dell'Umbria - Circuito di Caserta - Circuito di Senigallia (S1.1) 1953. - GP Cidonio (S1.1) | 1956. - Coppa d'Oro delle Dolomiti - Giro delle Calabria - GP Roma (S750) 1958. - GP Pergusa (S1.5) - GP Napoli (S1.5) - Circuito di Caserta (S2.0) 1959. - Coppa Sant Ambroeus (S2.0) - GP Napoli (S1.5) |

## Vanjske poveznice
- Giulio Cabianca Racing Reference
- Giulio Cabianca Racing Sports Cars